# Tangata furcata
Tangata furcata är en spindelart som beskrevs av Forster och Norman I. Platnick 1985. Tangata furcata ingår i släktet Tangata och familjen Orsolobidae. Inga underarter finns listade i Catalogue of Life.